# ケンモア駅 (MBTA)
ケンモア駅 (Kenmore) は、マサチューセッツ湾交通局(MBTA)ライトレールのグリーン・ラインの駅。アメリカ合衆国マサチューセッツ州ボストンのフェンウェイ・ケンモアのケンモア・スクエアにある。1932年10月23日、ケンモア・スクエアの渋滞解消のためボイルストン・ストリート地下鉄トンネルに追加された。
1ブロック離れたボストン・レッドソックスの本拠地フェンウェイ・パークと繋がる主要駅である。混雑を避けるため1駅離れたフェンウェイ駅を使用する者もいる。

## 歴史

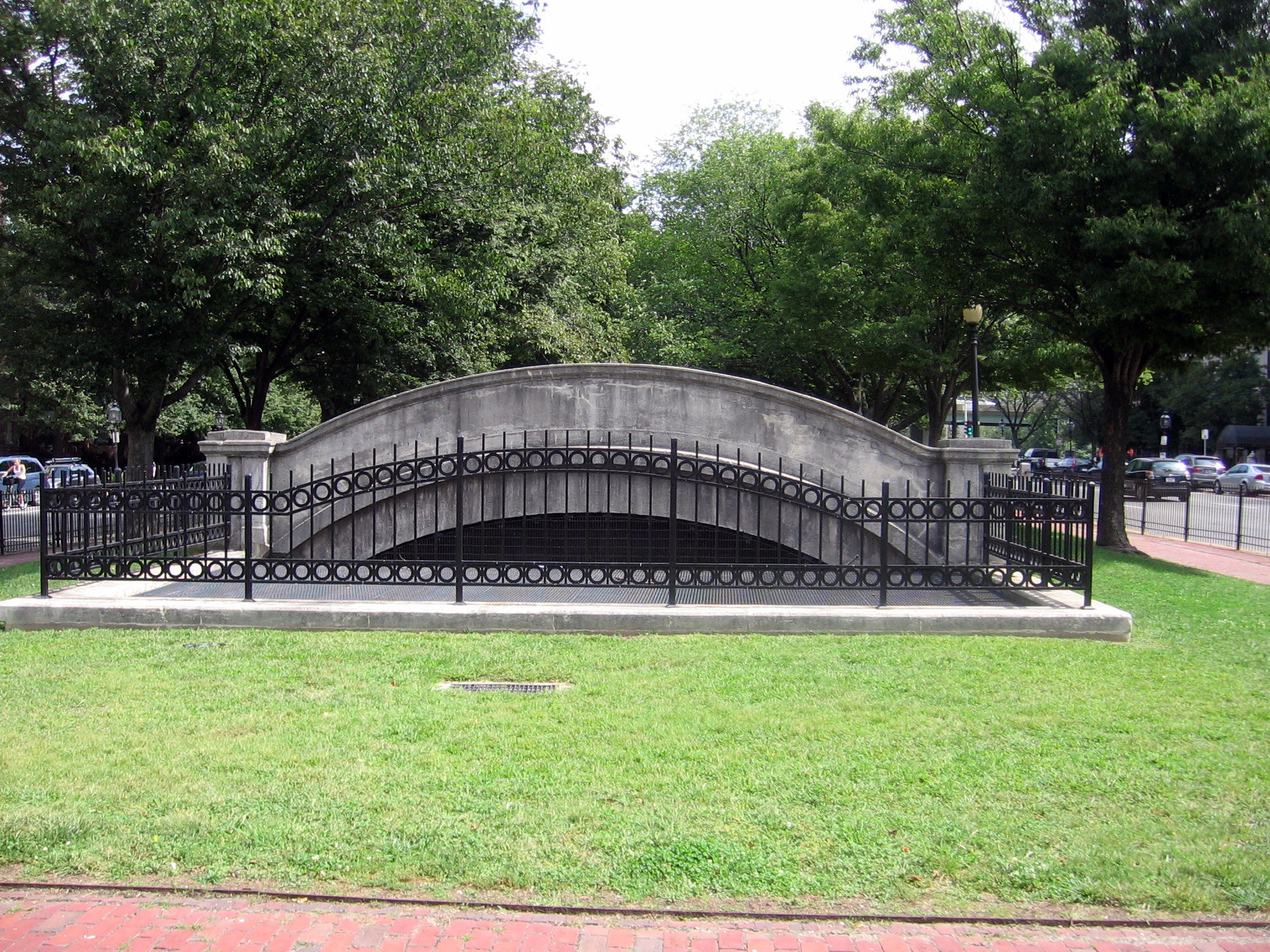
旧出入り口

1932年10月23日、ケンモア線路坂の改築と共にケンモア駅が開業した。この時の出入り口の門がケンモア・スクエア東に現存する。この開業日からコモンウェルス・アヴェニュー線(B)とビーコン・ストリート線(C)が通っていた。ウォータータウン・スクエアに向かうA線はブライトン・アヴェニューに入るパッカーズ・コーナーで分岐するまでコモンウェルス・アヴェニューを通るB線と線路を共有していたが、1969年にA線は閉鎖された。1959年7月4日からハイランド線(D)が開業した。

### 1996年の洪水
1996年、マディ川の洪水によりプラットホームが完全に水没し、地下1階も水没した箇所もあり2か月間閉鎖した。閉鎖の間、リバーサイド駅からサウス駅までコミューター鉄道が代行運転を行なった。それ以前、1962年10月6日にも洪水が起こっており、5日間閉鎖していた。

### 乗車料金
2007年1月1日まで、ケンモア駅はグリーン・ライン下り線で乗車料金を徴収する最後の駅であり、その後地上に出ると乗車料金はいらなかった。そのためフェンウェイ・パークの観客はフェンウェイ駅を利用する者もいたのである。
現在、上り線、下り線に関わらず、グリーン・ラインは地上に出ても乗車料金を支払わなくてはならない。

### バリアフリーへの改善
2005年、バリアフリーへの改修を行なった。常に工事が行われていたにもかかわらず、閉鎖せず操業し続けた。エレベーター、エスカレーターの他、ケンモア・スクエア中央部分の透明な半屋根のついた新たなバス・ターミナルなどが主な変化であった。『ボストン・グローブ』紙は、工事は大幅に遅れており2007年11月に完成すると報じたが、2010年4月にようやく完成した。これによりケンモア駅は車椅子で利用可能となった。

## レイアウト
| 地上                      | 道路と同じ高さ                     | 出入り口 |
| 地下1階                   | 改札口                             | 券売機、左右にホームへ降りる階段 |
| グリーン・ラインの ホーム | 下り線                             | ← グリーンランC線 - クリーヴランド・サークル駅行き(次はセント・メアリー・ストリート駅) ← グリーン・ラインD線 - リバーサイド駅行き(次はフェンウェイ駅) |
| グリーン・ラインの ホーム | ホーム。ドアは右、左の順にひらく。 | |
| グリーン・ラインの ホーム | 下り線                             | ← グリーン・ラインB線 - ボストン大学行き(次はブランドフォード・ストリート駅)                                                                          |
| グリーン・ラインの ホーム | 上り線                             | → グリーン・ライン - パーク・ストリート駅行き(次はハインズ・コンヴェンション・センター駅) →                                                           |
| グリーン・ラインの ホーム | ホーム。ドアは左、右の順にひらく。 | |
| グリーン・ラインの ホーム | 上り線                             | → グリーン・ライン - ノース駅またはガヴァメント・センター駅行き(次はハインズ・コンヴェンション・センター駅) →                                         |

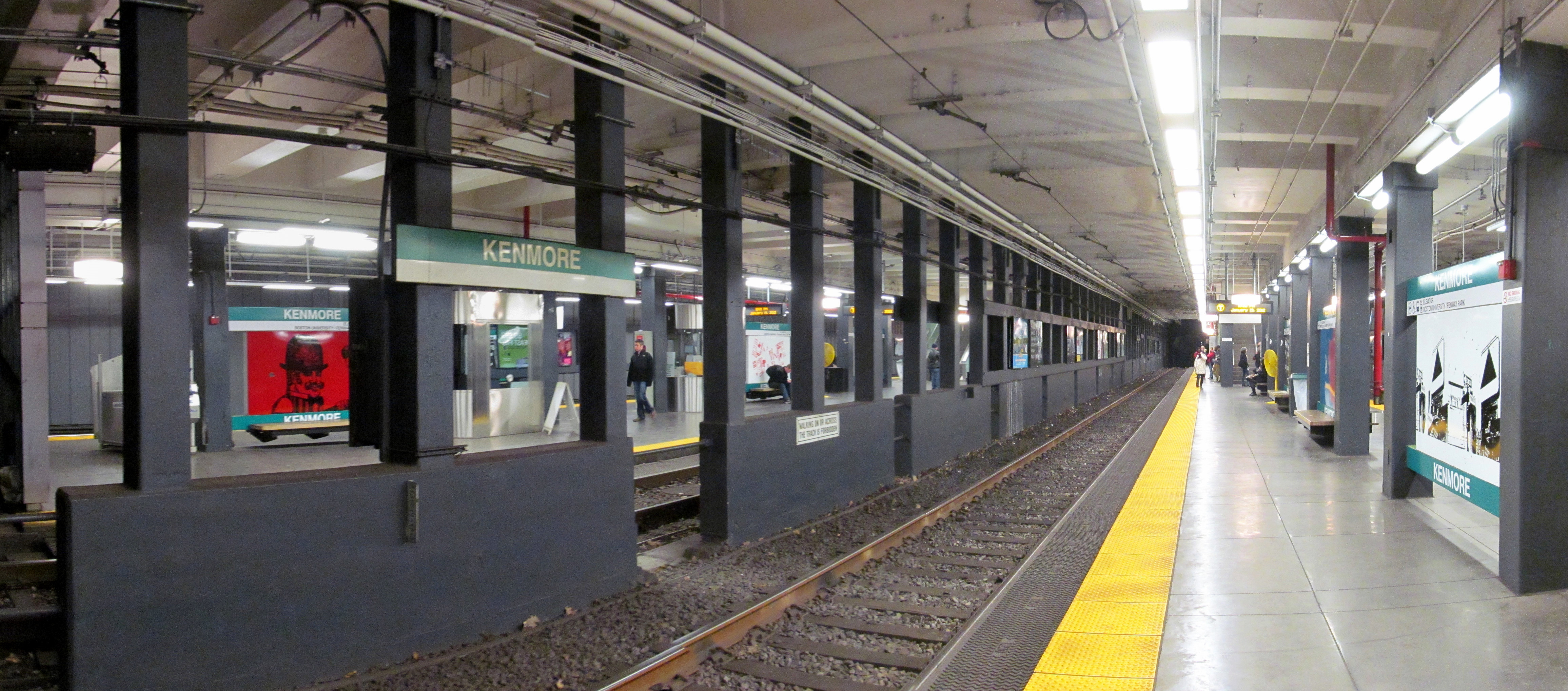
下り線ホーム

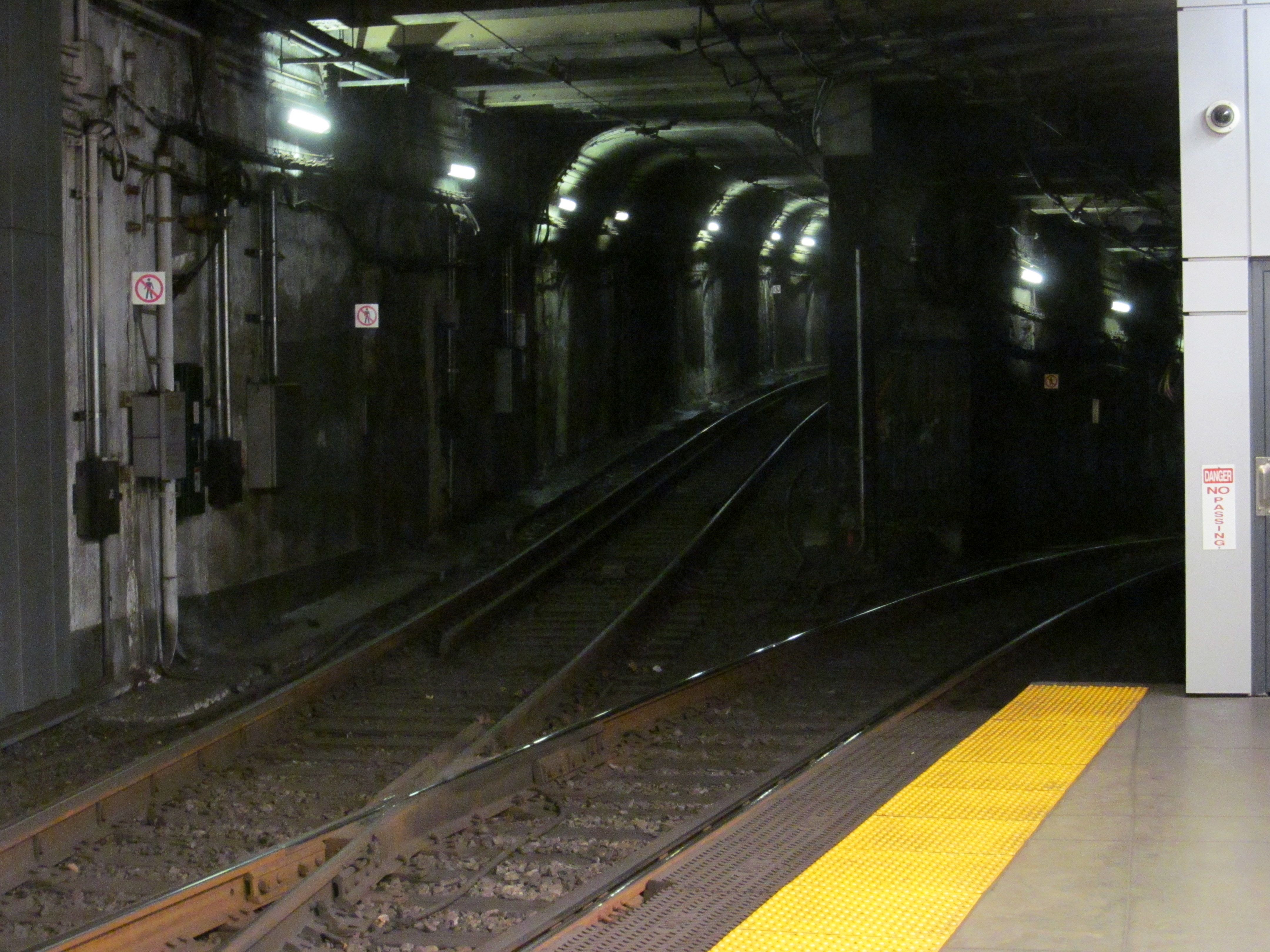
下り線C線D線のホームからの上り線の眺め。本線の上に線路が交差している。

ケンモア駅は、グリーン・ラインとレッド・ラインの乗換駅であるパーク・ストリート駅から5駅、通常12分である。またB線、C線、D線の分岐点ともなっている。上り線は3線とも同じルートに集まるが、下り線ではケンモア駅前後で分岐し、地上の別々のルートに向かう。
ホームは2島で構成され、C線とD線は外側、B線は内側の線路を通る。ホーム北側は下り線全てが通り、別のホームは上り線全てが通る。B線は駅西側の立体交差を使用し、C線とD線は駅西側までの短距離を同じ線路を共有してその後に平面交差する。

## バスとの接続
- 8 サウス・エンド医療地域およびダドリー駅経由ハーバー・ポイントおよびマサチューセッツ大学行き
- 19 グローヴ・ホール、ダドリー駅、ラグルス駅経由フィールズ・コーナー駅行き
- 57 ニュートン・コーナーおよびブライトン・センター経由ウォータータウン駅行き(グリーン・ラインA線から置き換えられた路線である)
- 60 ブルックライン・ヴィレッジ駅およびサイプレス・ストリート経由チェストナット・ヒル行き
- 65 ワシントン・ストリート、ブルックライン・ヴィレッジ駅、ブルックライン・アヴェニュー経由ブライトン・センター

工事や故障などでB線、C線、D線が使用不能となった際、ケンモア駅から代行バスが出ることが多い。